# Bauhausstraße (Weimar)

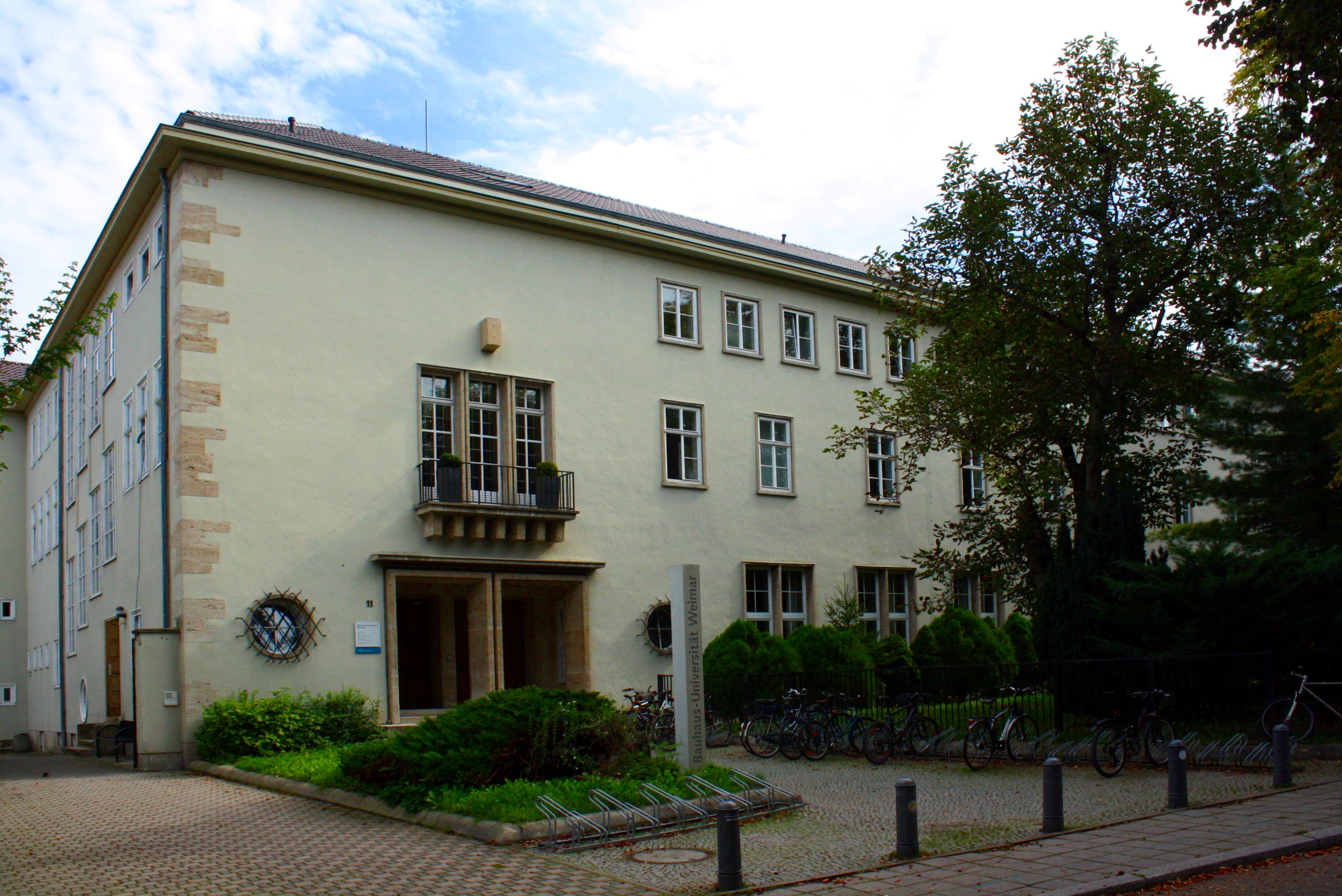
Bauhausstraße 11

Die nach dem Bauhaus benannte Bauhausstraße in Weimar, die einmal von 1874 bis 1954 Kurthstraße, danach bis 1991 Erich-Weinert-Straße hieß, ist eine Straße, die direkt mit der Bauhaus-Universität Weimar verbunden ist. Das betrifft u. a. das Gebäude des 1936 von dem Jenaer Architekten Georg Schirrmeister entworfene Ärztehaus in der Bauhausstraße 11, wo von 1936 bis 1945 die Schaltzentrale nationalsozialistischer Gesundheitspolitik in Thüringen lag. Sie liegt im Bereich der südlichen Stadterweiterung der Weimarer Westvorstadt. Die Anliegerstraße geht schnurgerade von der Berkaer Straße bis zur Geschwister-Scholl-Straße.
Die gesamte Bauhausstraße steht auf der Liste der Kulturdenkmale in Weimar (Sachgesamtheiten und Ensembles). Einige Gebäude stehen zudem auf der Liste der Kulturdenkmale in Weimar (Einzeldenkmale). So ist es mit dem Haus Bauhausstraße 18 der Fall, der einen kurzen Vers von einem Sprichwort in Plattdeutsch auf zwei Hausseiten trägt, und dem Haus Bauhausstraße 8, 8a. Interessant ist auch das Hotel Hentzel. Das Gebäude in der Bauhausstraße 12 wurde von Baumeister Kurth 1873/74 errichtet. Das betrifft nicht nur seine Architektur, sondern auch seine zahlreichen illustren Gäste bzw. Bewohner.
Es gibt in verschiedenen Städten eine Bauhausstraße.
Siehe auch: Green:house